# Duthiastrum
Duthiastrum é um género monotípico de plantas com flor pertencente à família Iridaceae, cuja única espécie é Duthiastrum linifolium, um endemismo da África Austral.